# Gao Xingjian
Gao Xingjian (ur. 4 stycznia 1940 w Ganzhou) – prozaik i dramaturg chiński (od 1997 r. obywatel Francji), laureat literackiej nagrody Nobla (2000).

## Życiorys
Urodził się we wschodnich Chinach jako syn urzędnika bankowego i aktorki. Ukończył romanistykę w pekińskim Instytucie Języków Obcych. W czasie rewolucji kulturalnej spalił rękopisy swoich pierwszych dramatów. Został poddany kilkuletniej „reedukacji”. Po zwolnieniu pracował jako robotnik rolny i nauczyciel wiejski, później jako tłumacz i dziennikarz. Debiutował pod koniec lat 70. Rozgłos przyniosła mu wystawiona w 1983 roku w pekińskim Teatrze Ludowym sztuka Przystanek autobusowy, inspirowana europejskim teatrem absurdu. Publikował opowiadania, eseje i dramaty w chińskich pismach literackich do 1986 roku, kiedy jedna z jego sztuk Inny brzeg trafiła na indeks. W obawie przed represjami Gao rozpoczął wielomiesięczną podróż po Chinach, która zaowocowała dokończoną już na emigracji powieścią Góra duszy (1990) zawierającą elementy autobiograficzne. Chiny Gao opuścił w 1986 roku. Uzyskał francuskie obywatelstwo (1997 r.) i do dziś mieszka w Paryżu. Oprócz pisarstwa zajmuje się także reżyserią teatralną i malarstwem. Tłumaczył też na chiński współczesną literaturę francuską: Ionesco, Becketta, Michaux i Georges’a Pereca.
W Polsce sztuki Gao publikował miesięcznik „Dialog” (Ucieczka i Przystanek). Ucieczkę, sztukę poświęconą masakrze na Placu Niebiańskiego Spokoju, wystawiono, w reż. Edwarda Wojtaszka, w 1994 roku w Teatrze Polskim w Poznaniu (Gao był na premierze). Inną sztukę Na krawędzi życia Wojtaszek wyreżyserował w Teatrze Miejskim w Gdyni. Najgłośniejszą powieść autora Góra duszy wydał w 2004 roku Dom Wydawniczy Rebis.